# Новостная и документальная премия «Эмми»
Новостная и документальная премия «Эмми» (англ. News & Documentary Emmy Awards) вручается Национальной академией телевизионных искусств и наук (NATAS) в знак признания выдающихся достижений в американских национальных новостных и документальных программах. Церемонии обычно проводятся осенью, а «Эмми» вручается примерно в 40 категориях. Вручается с 1980 года. 
Только в двух категориях награждаются местные новостные программы. Остальные «Эмми» за местные новости и документальные программы вручаются в рамках региональных «Эмми».

## Правила
Согласно правилам «Эмми» для новостных и документальных программ, шоу, документальный фильм или новостной репортаж должны первоначально выйти в эфир на американском телевидении в период с 1 января по 31 декабря и охватить не менее 50% территории страны. Шоу иностранного производства обычно не попадает в число номинантов, если только оно не было создано совместно с американским партнером и не было изначально запланировано к показу на американском телевидении.
Для двух категорий наград, в которых отмечаются местные новостные программы («Выдающаяся региональная история: Новости по теме» и «Выдающаяся региональная история: Расследовательский репортаж») могут быть награждены только те новостные репортажи, которые уже получили региональную «Эмми».
Заявки на участие должны быть поданы до марта. В большинстве номинаций к заявке также необходимо приложить DVD-диски или кассеты с записью шоу, документального фильма или новостного репортажа. Для категорий «Новые подходы» видео или мультимедиа подается в режиме онлайн. Кроме того, требуется одностраничное эссе с описанием того, почему работа достойна «Эмми».
Голосование проводится коллегиальными жюри в период с мая по июнь. Академия приглашает в качестве судей всех, кто имеет значительный опыт в подготовке национальных новостей или документальных фильмов. В большинстве категорий проводится два тура голосования, в каждом из которых участвуют отдельные судейские коллегии. Лучшие работы в каждой категории объявляются «номинантами», а затем на церемонии вручения наград объявляется победитель «Эмми».

## Категории премии

### Национальный
- Регулярно выходящая информационная программа
  - Выдающееся освещение экстренного выпуска новостей
  - Выдающееся непрерывное освещение новостного сюжета
  - Выдающийся тематический материал
  - Выдающиеся журналистские расследования
  - Выдающиеся деловые и экономические репортажи
- Журнал новостей
  - Выдающееся освещение экстренного выпуска новостей
  - Выдающееся непрерывное освещение новостного сюжета
  - Выдающаяся художественная статья
  - Выдающиеся журналистские расследования
  - Выдающийся репортаж о бизнесе и экономике
- Длинная форма
  - Выдающееся освещение текущего новостного сюжета в прямом эфире
  - Выдающееся непрерывное освещение новостного сюжета
  - Выдающееся журналистское расследование
  - Выдающаяся информационная программа
  - Выдающаяся историческая программа
  - Выдающиеся деловые и экономические репортажи
- Выдающиеся программы
  - Искусство и культура
  - Наука и техника
  - Природа
  - Выдающееся интервью
  - Лучший репортаж в регулярной информационной программе
  - Лучший репортаж в новостном журнале
  - Лучший документальный фильм
- Новые подходы к новостным и документальным программам:
  - Освещение текущих новостей
  - Документальные фильмы
  - Искусство, образ жизни и культура
- Выдающееся индивидуальное достижение в ремесле:
  - Писательство
  - Исследование
  - Кинематография — природа
  - Кинематография — Освещение новостей / Документальные фильмы
  - Редактирование
  - Редактирование — быстрое выполнение
  - Графический дизайн и арт-дирекция
  - Музыка и звук
  - Режиссура освещения и сценография
- Выдающийся рекламный анонс:
  - Институциональный
  - Эпизодический

### Региональные
- Выдающийся региональный новостной сюжет:
  - Новости по теме
- Расследовательский репортаж